# Leipzig-Gohlis
Leipzig-Gohlis est une localité du Stadtbezirk Nord de la ville de Leipzig, en Allemagne. Autrefois village et manoir (Rittergut), elle devient en 1838 une commune rurale (Landgemeinde). Elle s'urbanise pendant la période de Gründerzeit du XIXe siècle et est incorporée à la ville de Leipzig en 1890. Gohlis est aujourd'hui divisée en trois localités administratives (Gohlis-Süd, Gohlis-Mitte et Gohlis-Nord), qui appartiennent toutes au Stadtbezirk Nord de Leipzig. Dominé par des bâtiments résidentiels de la fin du XIXe siècle et de la première moitié du XXe siècle, Gohlis compte une population de plus de 45 000 habitants (2020).
Il est bien connu comme le lieu où Friedrich Schiller a écrit la première version de son Ode à la joie en 1785.

## Les trois quartiers

90 Gohlis-Süd
91 Gohlis-Mitte
92 Gohlis-Nord

## Géographie
Le village d'origine était situé sur la limite nord-est du lit majeur de l'Elster Blanche et de la Luppe et du parc paysager de Rosental, au nord du confluent de la Rietzschke Nord et de la Parthe, et au sud de l'ancienne chaussée de Leipzig à Schkeuditz et Halle-sur-Saale; aujourd'hui Georg-Schumann-Straße. Le village-rue d'origine s'étendait sur environ 600 m le long de la route du village courbée. La zone urbaine actuelle est beaucoup plus étendue, s'étendant sur 3,3 km du nord au sud et 2,5 km d'ouest en est, couvrant une superficie de 5,32 km2. Elle est limitrophe du centre-ville de Leipzig au sud-est, d'Eutritzsch à l'est, de Möckern à l'ouest et de Wiederitzsch au nord.
|         | Leipzig-Wiederitzsch                    |                      |
| Möckern | Gohlis-Süd, Gohlis-Mitte et Gohlis-Nord | Eutritzsch           |
|         | Leipzig-Zentrum-Nordwest                | Leipzig-Zentrum-Nord |

## Population
| Année | Résidents, |
| ----- | ---------- |
| 1838  | 00578      |
| 1871  | 05.015     |
| 1890  | 19.312     |
| 1933  | 54.581     |
| 2000  | 32.580     |
| 2005  | 35.533     |
| 2010  | 38.592     |
| 2015  | 42.603     |
| 2020  | 45.924     |
| 2023  | 47.097     |

## Histoire

### Village et manoir
Le village a probablement été fondé par des Sorabes slaves au VIIe siècle. Les premières formes du nom étaient Golitz, Goliz ou Golis. L'ancienne racine sorabe gol signifiait nu, stérile et est peut-être une description de l'arrière-pays immédiat non boisé du village. La terminaison -its/-itz est typique des villages slaves.
Au cours du colonisation germanique de l'Europe orientale, des colons flamands s'établirent dans la région. La première mention écrite remonte à 1317, où il est fait mention de la concession de terres du village au monastère cistercien de Saint-Georges.
Les souverains de Gohlis furent les margraves de Meissen ou de Landsberg, puis les électeurs de Saxe de la branche ernestine de la maison de Wettin (1423-1485), puis les ducs, électeurs et rois Albertins de Saxe. Dans l'état saxon, le village de Gohlis appartenait au district de Leipzig.
Le village de Gohlis faisait partie de la seigneurie du manoir de Gohlis, de sorte qu'il était soumis au droit patrimonial. En 1659, Michael Heinrich Horn (1623–1681), professeur de médecine et de chimie à l' université de Leipzig, acquit le manoir et la seigneurie de Gohlis. Le professeur de droit Lüder Mencke (1658–1726) acquit le manoir en 1720 et modernisa le droit local. Christiana Regina Hetzer (1724–1780) et son deuxième mari, le marchand et échevin de Leipzig Johann Caspar Richter (1708–1770), construisirent une résidence d'été de style rococo en 1755/1756,. Le soi-disant Gohliser Schlößchen (« petit palais de Gohlis ») est aujourd'hui utilisé comme restaurant et pour des événements culturels. Après la mort de Richter, Christiana Regina se remarie, faisant de son troisième mari, l'historien Johann Gottlob Böhme (1717-1780), seigneur du manoir.

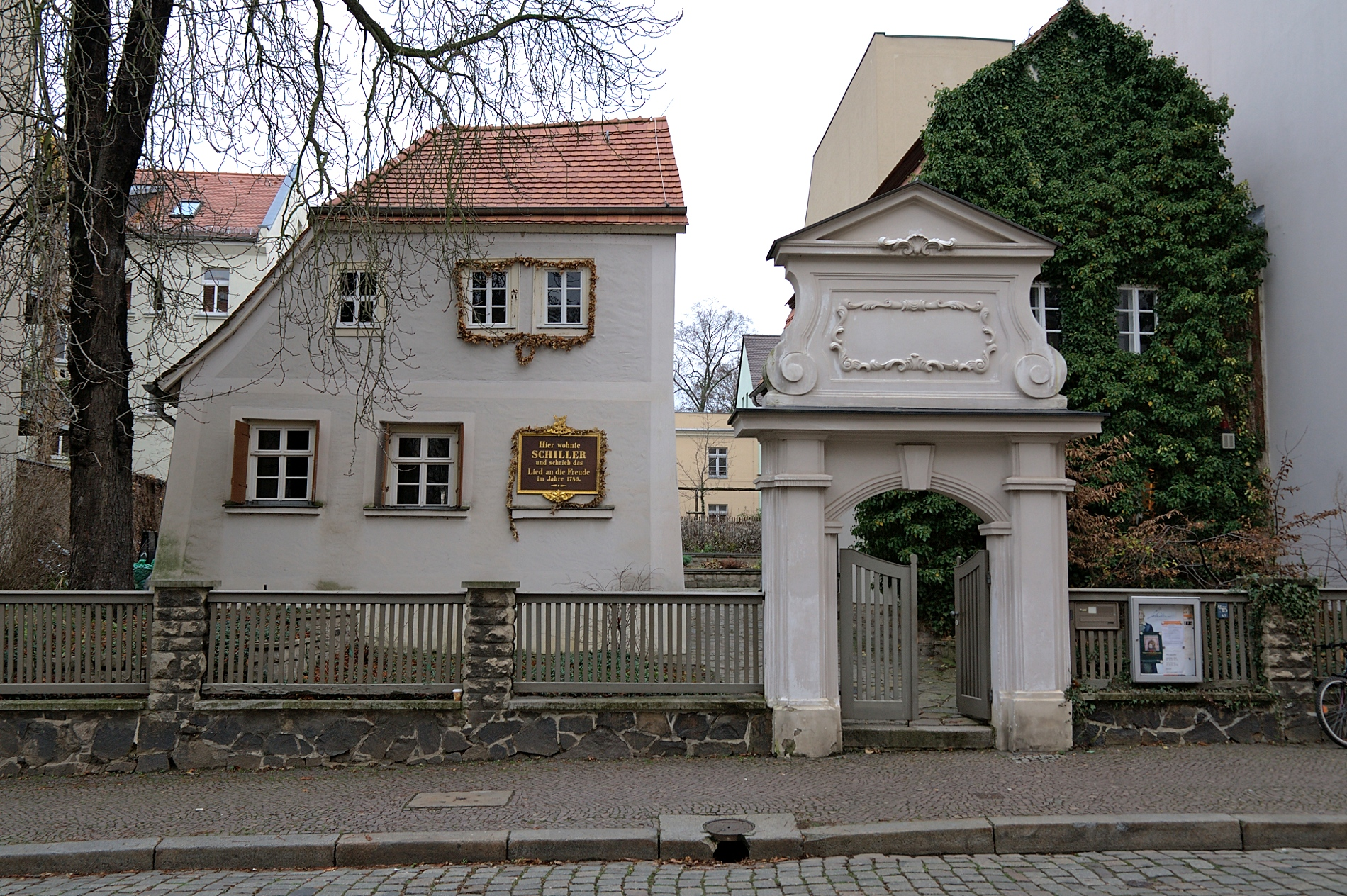
"Schillerhaus" ou Maison Schiller, où Friedrich Schiller a séjourné à Gohlis

Le propriétaire suivant fut le frère de Christiana Regina, Johann Hieronymus Hetzer (1723–1788). Il était un mécène des arts, ce qui fit de Gohlis une « Cour des Muses ». À l'invitation de Hetzer et de son ami Christian Gottfried Körner, le poète et dramaturge Friedrich Schiller passa l'été 1785 à Gohlis,. Il travailla sur le deuxième acte de sa pièce Don Carlos, édita le Fiesco et écrivit la première version de l'Ode à la joie. La ferme dans laquelle Schiller séjourna est la plus ancienne maison de Gohlis. Elle fut construite en 1700 et n'a pratiquement pas changé depuis le XVIIIe siècle. En 1841, l'association Schiller de Leipzig érigea un lieu commémoratif qui est aujourd'hui le musée « Schillerhaus ».
En 1793, la ville de Leipzig devint propriétaire du manoir et acquit la seigneurie sous-jacente. Même après avoir vendu le manoir à la famille von Alvensleben en 1832, la ville continua d'exercer la juridiction locale.

### Communauté rurale
En vertu du code municipal de Saxe de 1838, Gohlis devint une commune rurale distincte avec le droit d'autonomie locale, mettant fin au système féodal tardif de seigneurialisme. À cette époque, Gohlis comptait 54 maisons et 578 habitants. Pendant la révolution industrielle, Gohlis fut reliée à la ligne de chemin de fer Magdebourg à Leipzig en 1840.

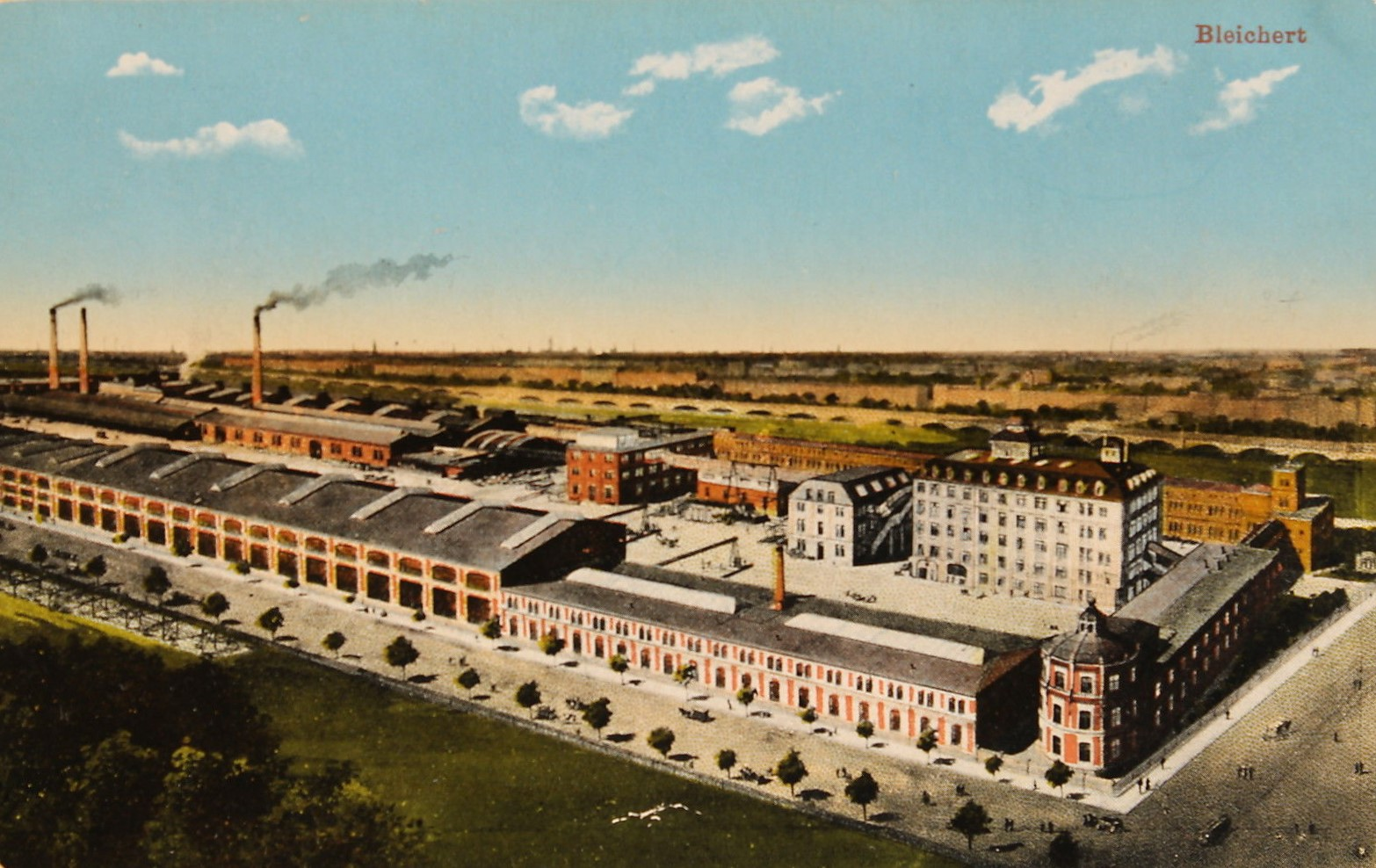
Usine de téléphériques Bleichert (1910)

Au cours des décennies suivantes, le village connut une croissance démographique rapide. En 1871, il comptait 5 015 habitants, devenant ainsi une banlieue de la ville en plein essor de Leipzig. Une nouvelle école fut construite en 1860-1861. En 1870, Gohlis devint une paroisse luthérienne distincte, l' église néo-gothique de la Paix fut consacrée en 1873. La même année, Gohlis fut relié au réseau de tramway de Leipzig (alors tiré par des chevaux, électrifié après 1896). Adolf Bleichert déplaça son usine de téléphériques à Gohlis en 1881, devenant l'une des installations industrielles les plus grandes et les plus connues de cet endroit. L'armée royale saxonne développa une vaste zone de casernes entre le nord de Gohlis et le village voisin de Möckern.

### Quartier de Leipzig

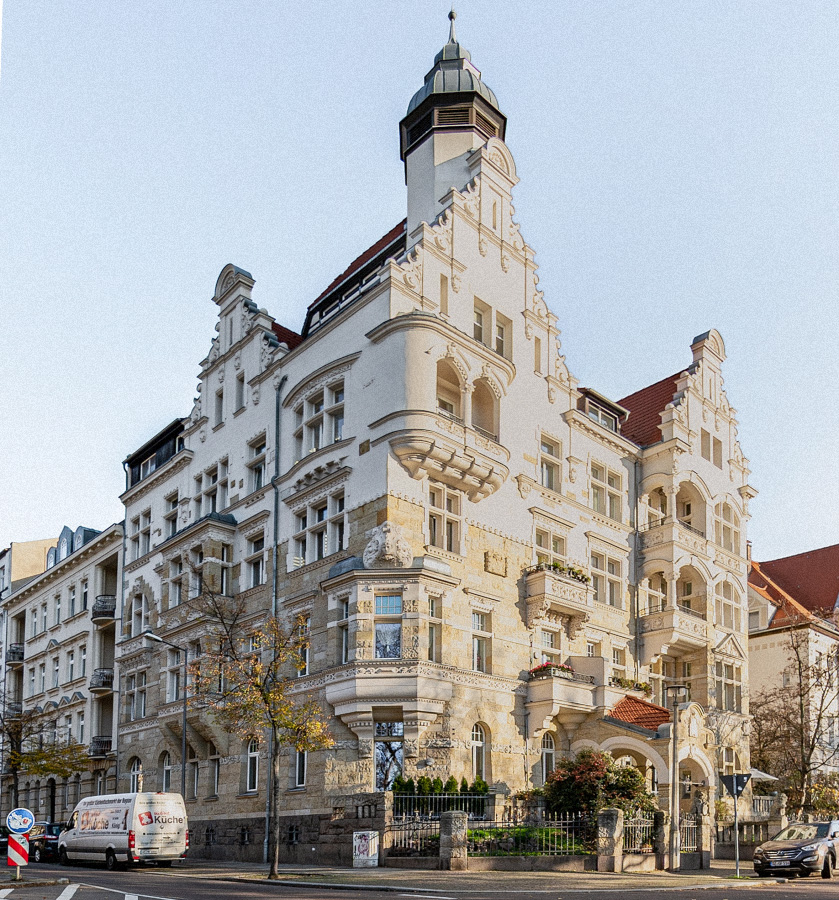
L'une des villas urbaines des années 1900

Gohlis, comme plusieurs autres villages suburbains autour de Leipzig, fut incorporé à la ville en 1890. À cette époque, Gohlis comptait déjà 19 312 habitants. Après le plan local de 1898, la zone bâtie fut massivement étendue vers le nord, au-delà de la ligne de chemin de fer qui constituait jusqu'alors la limite nord de la localité. Des quartiers résidentiels furent développés dans les années suivantes, principalement des blocs d'immeubles d'habitation à quatre étages, mais aussi des zones avec des maisons individuelles haut de gamme de style historiciste ornemental ou Jugendstil (Art nouveau).
L'étape suivante du développement résidentiel fut la construction de la Krochsiedlung de style Neues Bauen (du nom du banquier juif allemand Hans Kroch) à l'extrême nord de Gohlis en 1929/30,,. Prévue comme une ville satellite pour 15 000 personnes, seul un quart du projet fut achevé avant d'être interrompu par les ramifications de la Grande Dépression et finalement abandonné après la prise du pouvoir par les nazis. L'église moderniste de la Réconciliation (Versöhnungskirche), destinée à être le centre de cette ville satellite, fut consacrée en 1932,. Un an plus tard, Gohlis comptait 54 581 habitants. Au lieu d'immeubles d'appartements de style Bauhaus, le développement de logements reprit dans les années 1930 avec des maisons unifamiliales et duplex plus conventionnelles. Par les bombardements pendant la Seconde Guerre mondiale, Gohlis subit quelques dommages, mais fut moins touché que d'autres parties de la ville.
Sous le régime communiste en Allemagne de l'Est, le développement résidentiel a été complété par des blocs de coopératives d'habitation des années 1960 et un petit lotissement Plattenbau construit à l'extrémité nord de Gohlis dans les années 1980. La plupart des anciens bâtiments se sont détériorés. Après la réunification allemande en 1990, presque toutes les installations industrielles ont fermé. Depuis lors, Gohlis est dominé par l'utilisation résidentielle, les petits services et le commerce de détail. Les centres commerciaux Gohlis-Arkaden, Gohlis-Center et Gohlis-Park ont été construits dans les années 1990. Dans le même temps, la plupart des anciens bâtiments ont été rénovés, faisant de Gohlis à nouveau l'un des quartiers résidentiels les plus convoités de Leipzig. Dans les années 2010, il a connu un autre boom de la construction par consolidation urbaine . De 32 500 habitants en 2000, la population est passée à plus de 45 000 en 2020.

## Bâtiments

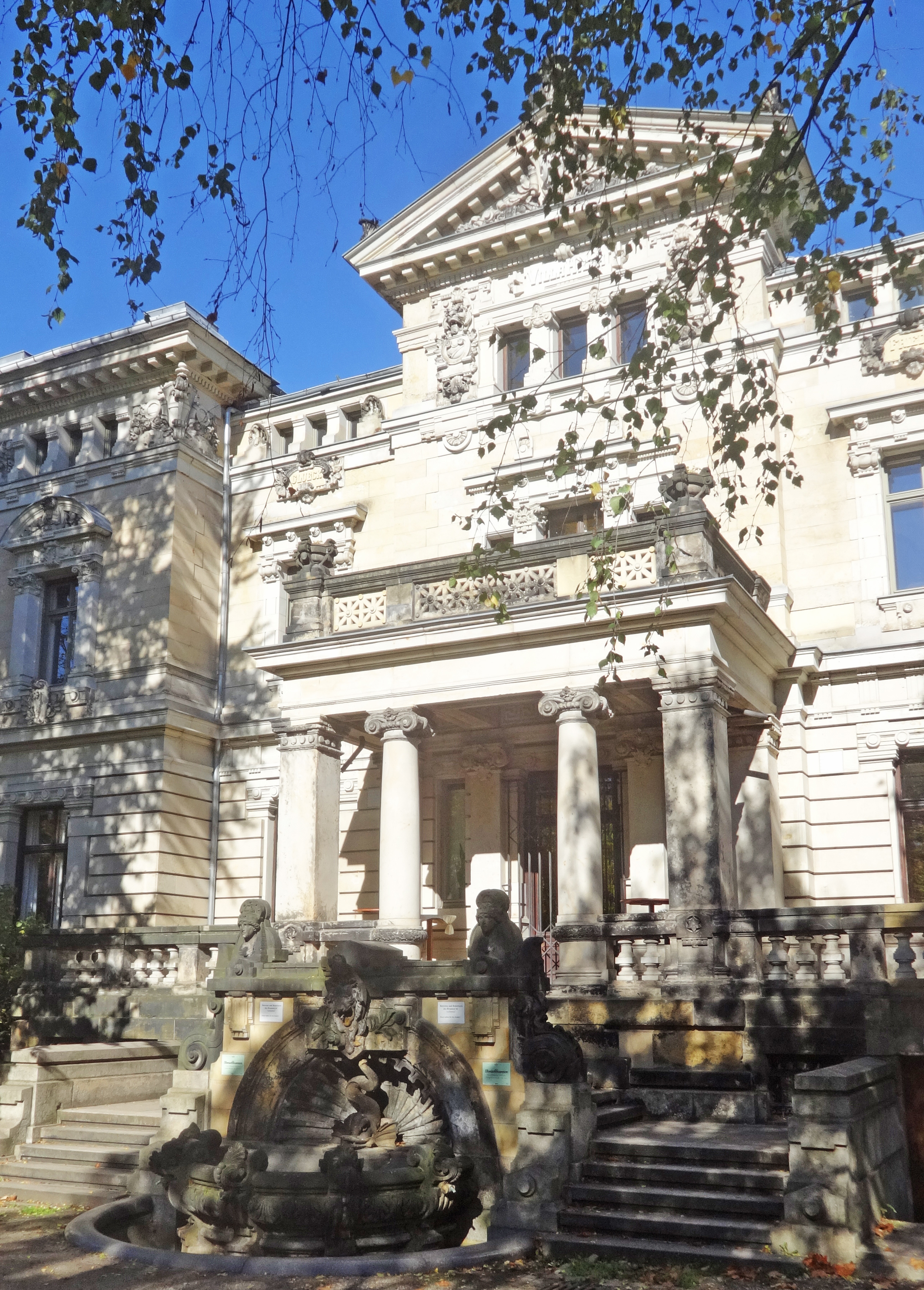
Budde-Haus
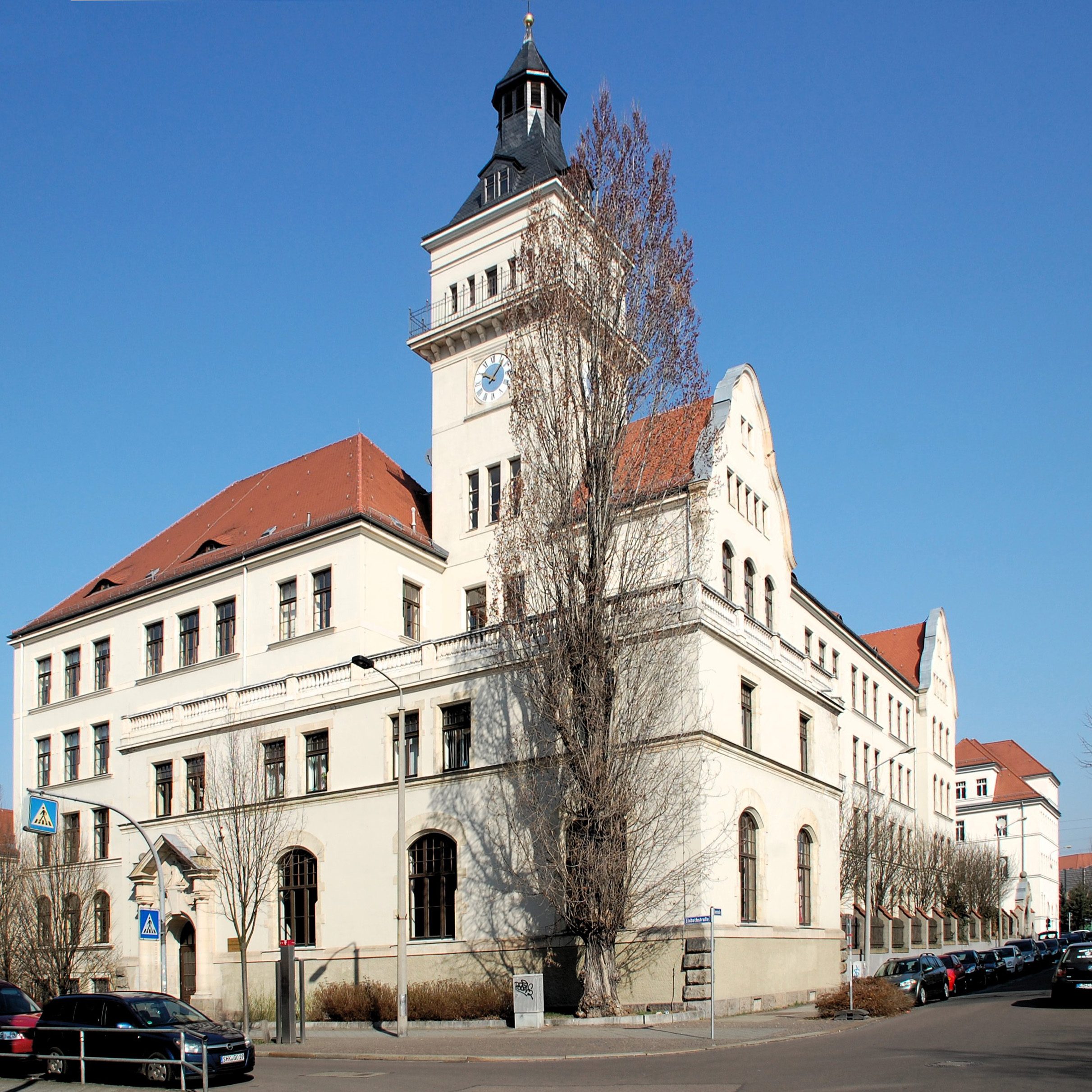
Lycée Friedrich Schiller
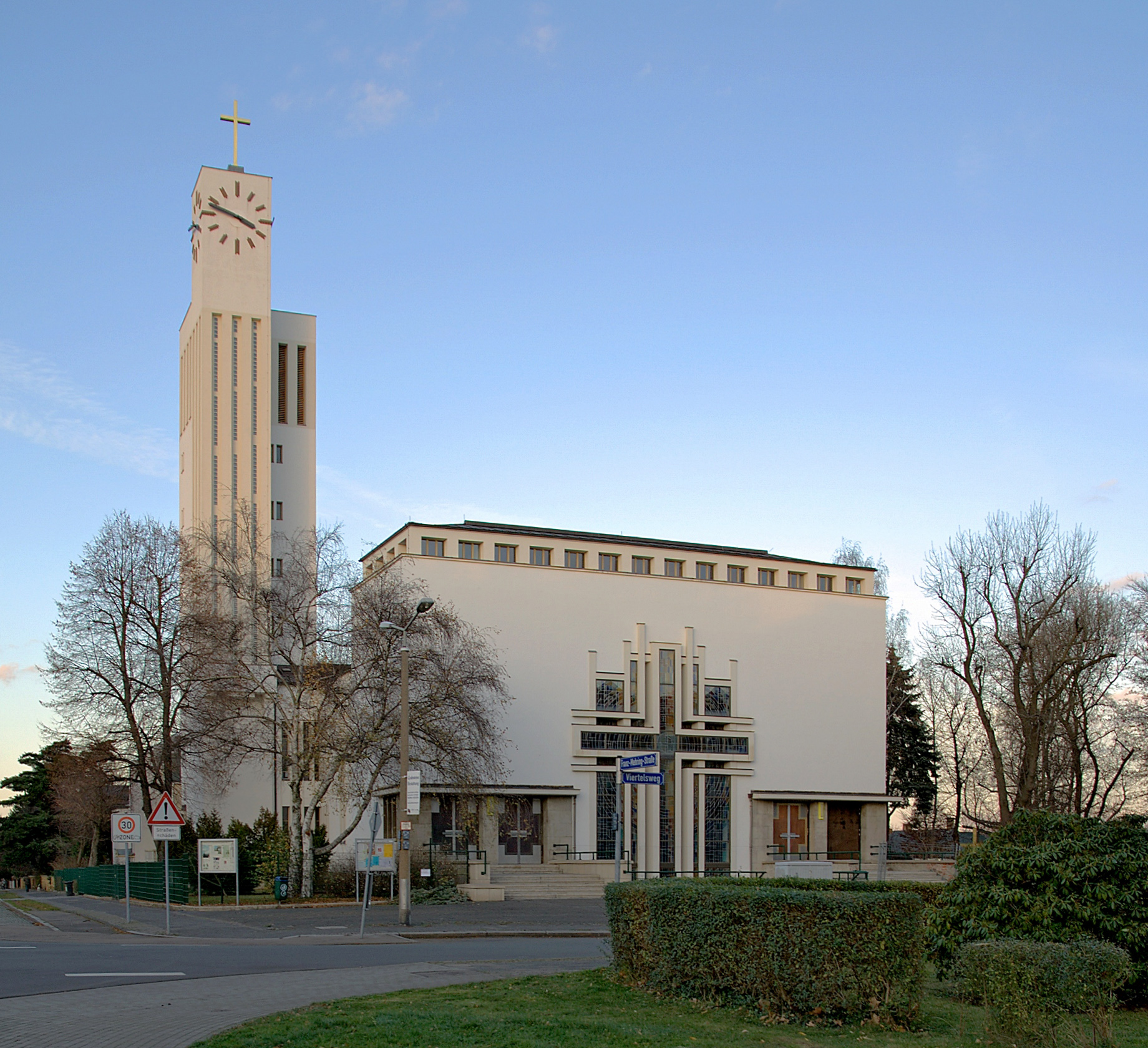
L'église moderniste de la Réconciliation (Versöhnungskirche)
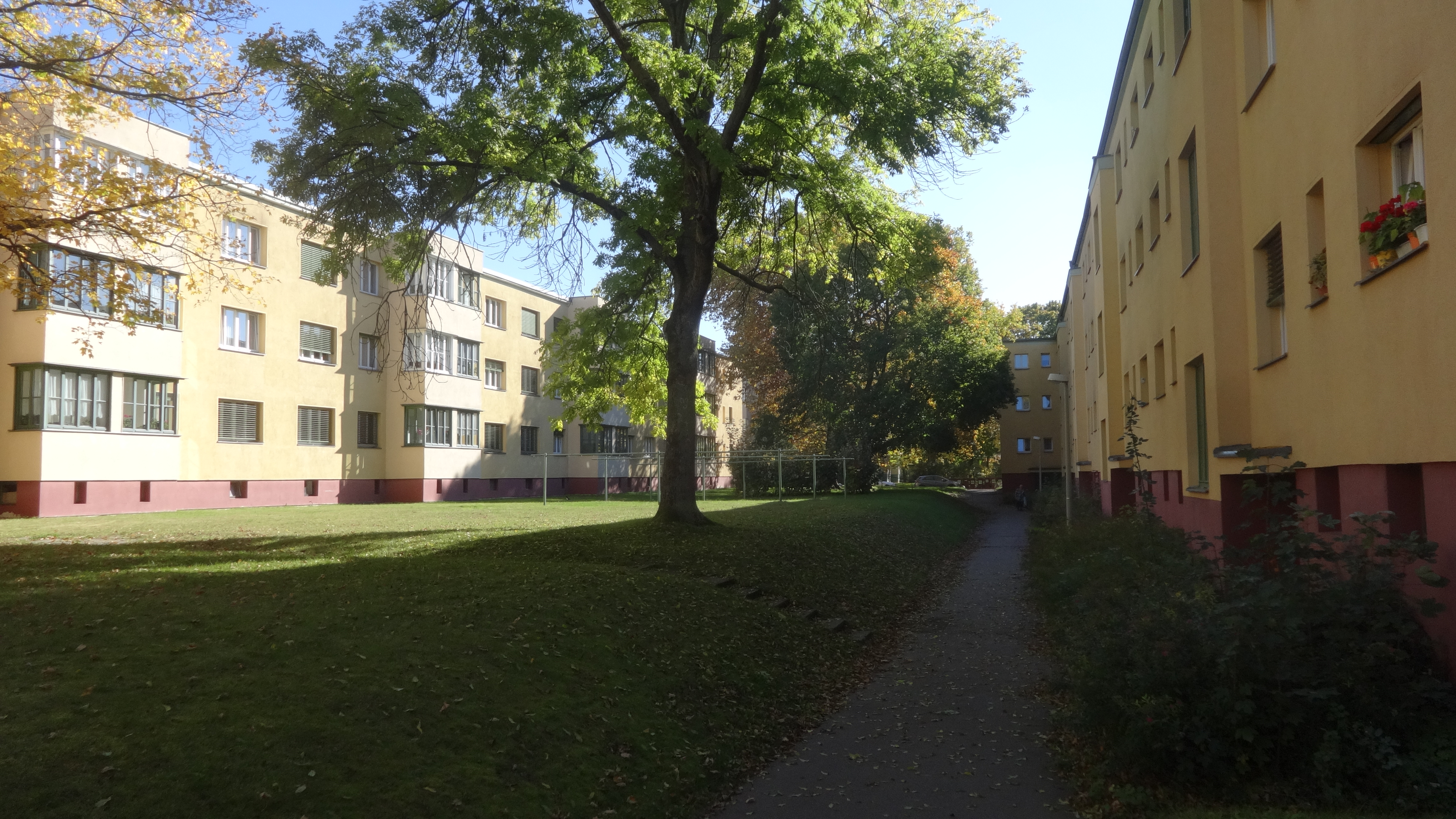
En Krochsiedlung
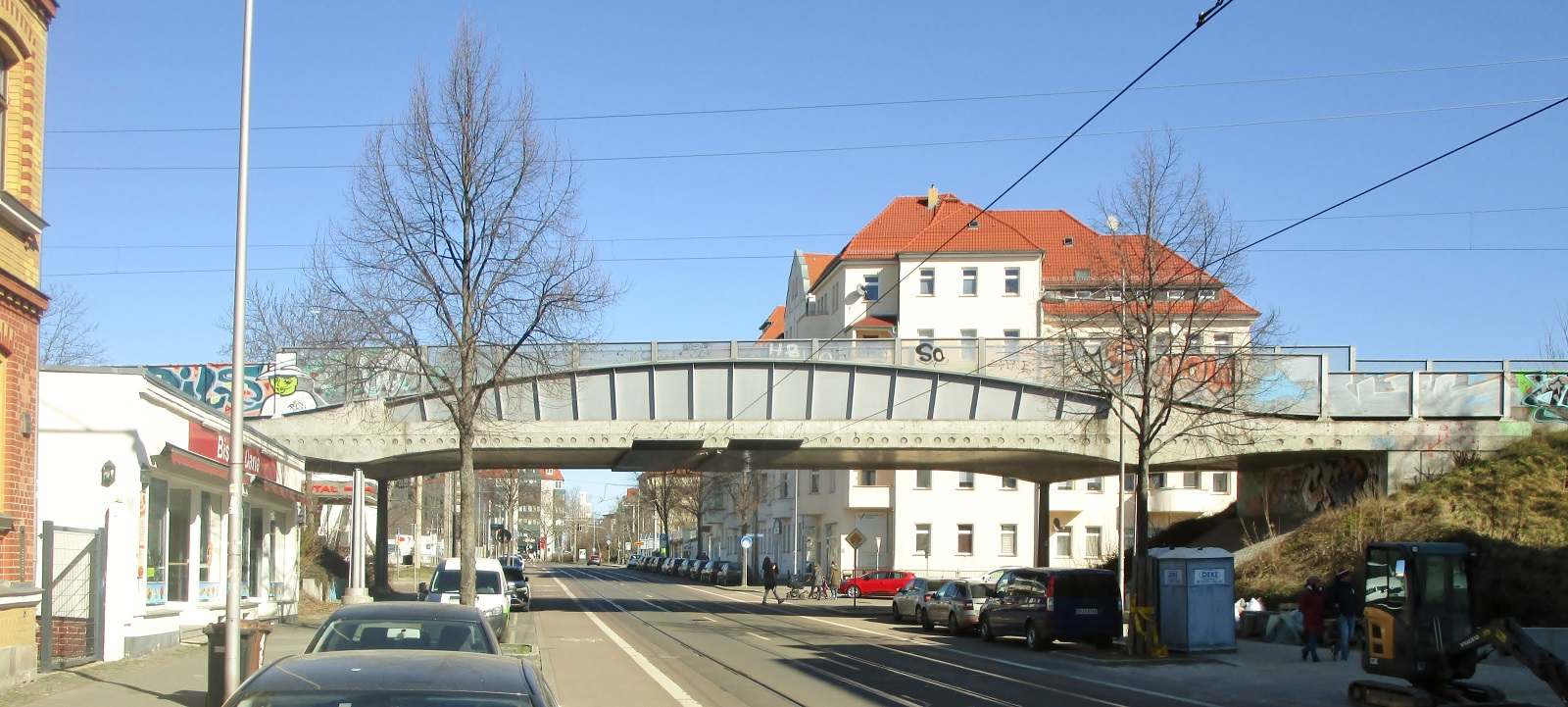
Pont de S-Bahn d'Allemagne centrale sur le Lindenthaler Straße

## Trafic

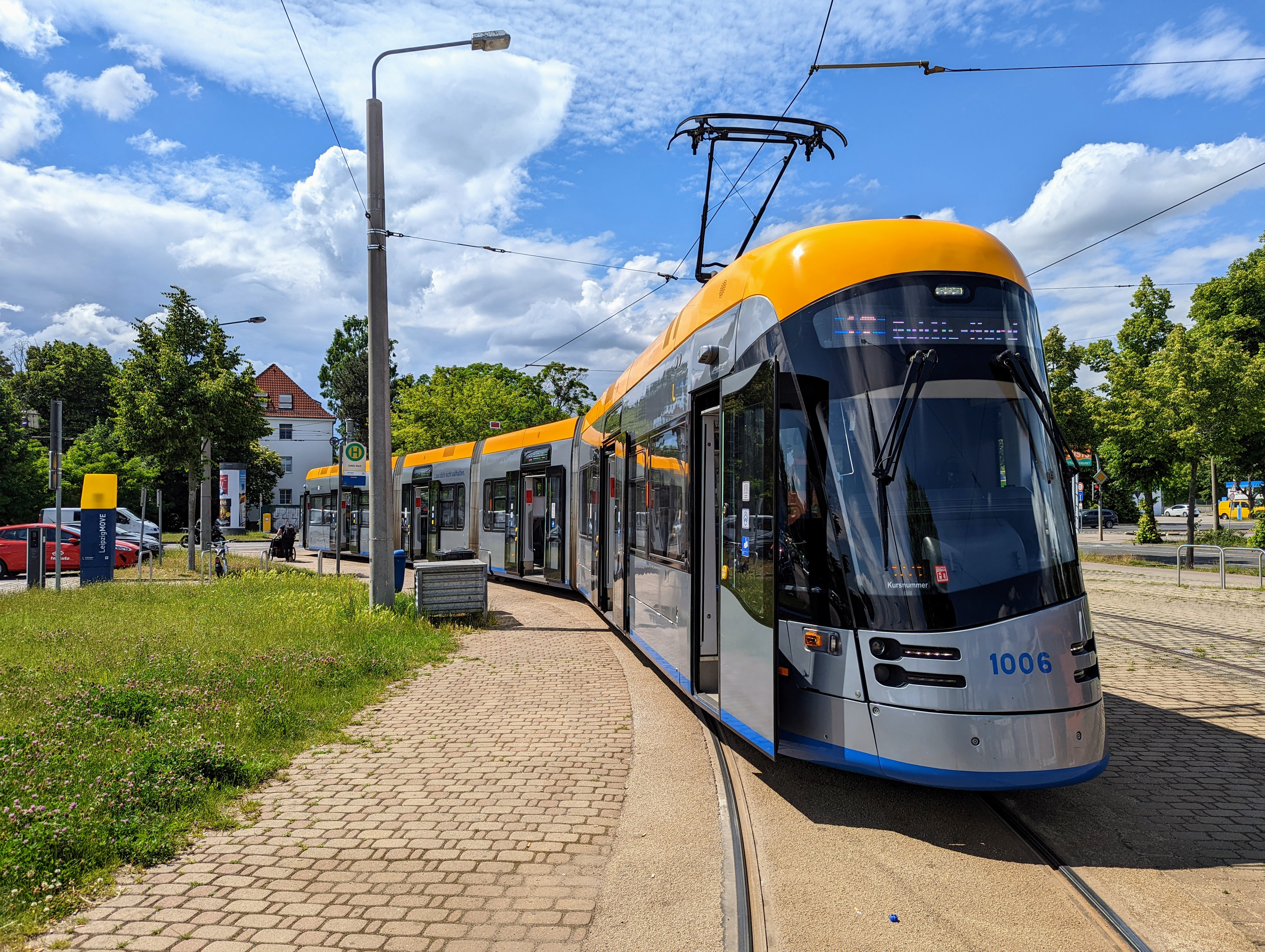
Tram à Gohlis Nord (2022)

À Gohlis, se trouvent les stations de S-Bahn « Gohlis » et « Coppiplatz », qui sont desservies par les lignes S1, S3 et S10 du S-Bahn d'Allemagne centrale. Les lignes de tramway 4 (terminus Gohlis, Landsberger Strasse) et 12 (Gohlis-Nord) circulent parallèlement l'une à l'autre dans le sens nord-sud à travers Gohlis. Elles sont traversées à Georg-Schumann-Straße par les lignes 10 et 11, qui circulent dans le sens nord-ouest-sud-est. Toutes les lignes ci-dessus relient Gohlis au centre-ville de Leipzig. Les lignes de bus 80 et 90 assurent des liaisons transversales fréquentes vers les quartiers est et nord-ouest. Les axes de véhicules motorisés très fréquentés sont la Max-Liebermann-Straße (qui fait partie de la Bundesstraße 6), la Georg-Schumann-Straße, la Platnerstraße, la Lindenthaler/Landsberger Straße et la Lützow-/Virchowstraße.

## Personnalités

### Fils et filles du lieu
- Karl Wittgenstein (1847–1913), entrepreneur en Autriche-Hongrie
- Rudi Opitz (1908–1939), photographe et chimiste, opposant et victime du national-socialisme[17]
- Hans Bleckwenn (1912–1990), médecin et historien militaire[18]

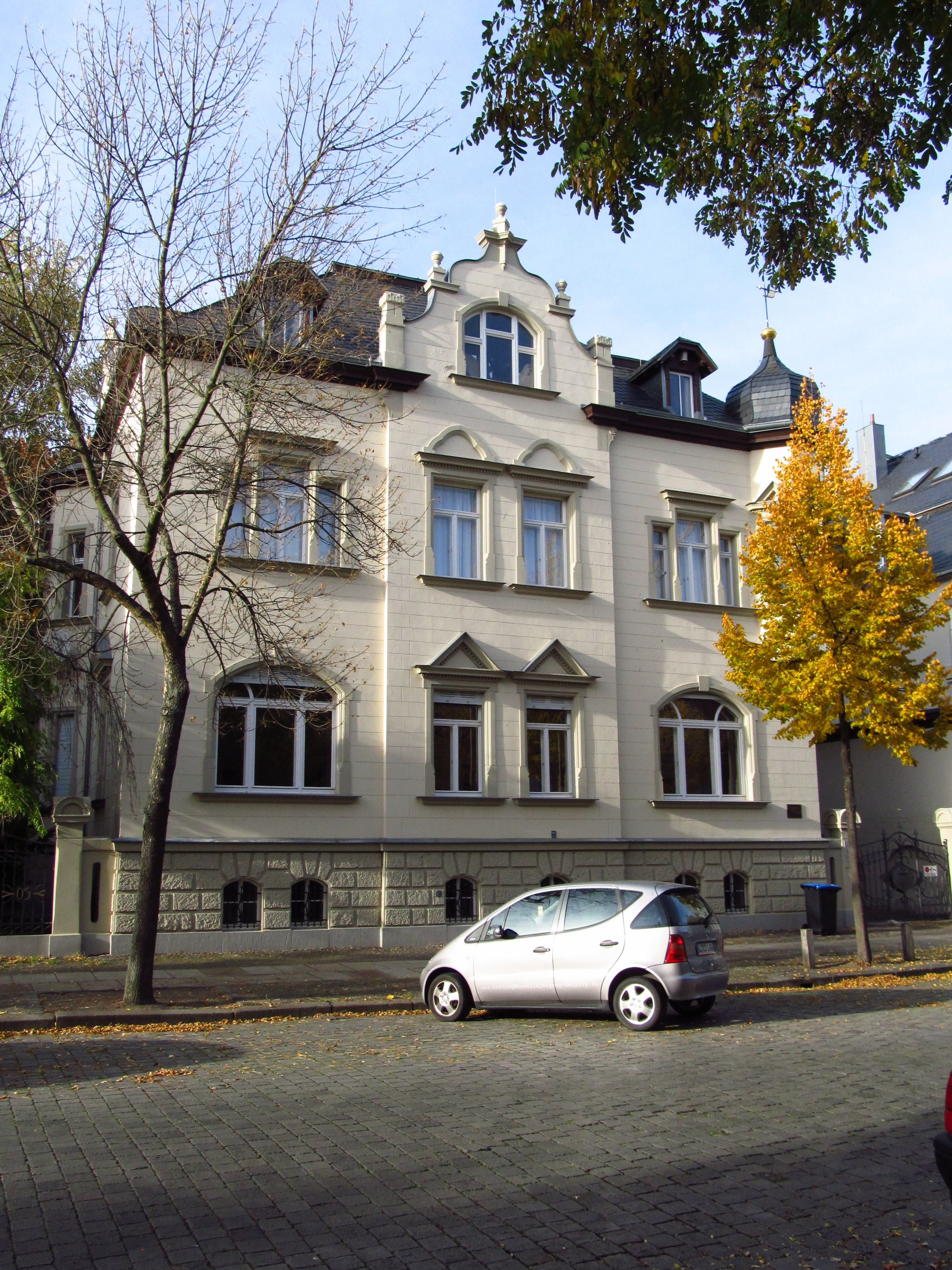
Villa Tübke, du nom du peintre, à Springerstraße

### Personnalités associées à Gohlis
- Friedrich Schiller (1759–1805), poète, a séjourné dans ce qui est aujourd'hui la Maison Schiller en 1785[19]
- Robert Sipp (1806–1899), violiniste du Orchestre du Gewandhaus de Leipzig, a vécu à Gohlis
- Adolf Bleichert (1845–1901), fondateur de l'usine de téléphérique de Gohlis[20]
- Paul de Wit (1852–1925), éditeur et collectionneur d'instruments de musique néerlandais, vécut à Gohlis depuis 1889
- Nathan Söderblom (1866–1931), théologien protestant, vécut à Gohlis en 1913/14[21]
- Anton Kippenberg (1874–1950), éditeur et collectionneur de documents concernant Goethe, a vécu à Gohlis[22]
- Georg Maurer (1907–1971), écrivain, a vécu à Gohlis[23]
- Erich Loest (1926–2013), écrivain, a vécu à Gohlis
- Werner Tübke (1929–2004), peintre et graphiste, a vécu à Gohlis[24]